# Forêt de Sénart
Der Forêt de Sénart ist ein Gemeindewald im Südosten der Île-de-France, gelegen zwischen den Départements Seine-et-Marne und Essonne.

## Geografie

### Beschaffenheit
Das Waldgebiet hat die Ausdehnung von etwa 3.000 Hektar und reicht vom äußersten Osten der Ebene der Brie (Region) bis zu den Tälern der Seine et Yerres. Wegen seines tonhaltigen Untergrunds und dem Fehlen von Erderhebungen gibt es etwa 800 Tümpel; dies macht die Gegend besonders schützenswert.

### Verwaltungsstruktur
Das Waldgebiet gehört zu 14 Gemeinden (Boussy-Saint-Antoine, Brunoy, Combs-la-Ville, Draveil, Épinay-sous-Sénart, Étiolles, Lieusaint (Seine-et-Marne), Montgeron, Quincy-sous-Sénart, Saint-Germain-lès-Corbeil, Soisy-sur-Seine, Tigery, Vigneux-sur-Seine et Yerres) und zwei Départements (hauptsächlich zu den Départements Essonne und Seine-et-Marne). Es ist ein Teil des Sénart-Waldes, der vor allem Gemeindeeigentum ist (88 % seiner Gesamtfläche); ferner gibt es 5 % Privatwald, 3 % Kommunalwald (Draveil, Soisy-sur-Seine, Montgeron, Quincy-sous-Sénart et Combs-la-Ville) und 1 % sonstige (regionale) Eigentümer (Le Bois Chardon et la Fosse aux Carpes). Der Wald hat der neuen Stadt Sénart den Namen gegeben. Sie setzt sich zusammen aus den Gemeinden Combs-la-Ville, Lieusaint, Saint-Pierre-du-Perray et Tigery (und neuerdings noch Étiolles, Saint-Germain-lès-Corbeil et Soisy-sur-Seine), sowie der Gemeindeverband Sénart Val de Seine (Val de Seine), zu der sich die drei Gemeinden Draveil, Montgeron et Vigneux-sur-Seine zusammengeschlossen haben.

## Flora und Fauna

### Flora
Am häufigsten kommen die Eichen vor, darunter einige Hundertjährige, gefolgt von den Kastanien, den Hainbuchen, den Birken, den Waldkiefern und anderen Koniferen. Die meisten Koniferen hat man auf Waldbrandgebieten angepflanzt.
Der Wald hat sich als Folge der Stürme im Dezember 1999 und August 2000 verändert.

### Fauna
Es handelt sich um die in den Wäldern der Île-de-France übliche Fauna: Wildschweine, Rehe, Füchse, Hasen, Wildkaninchen und Eichhörnchen. Bei den Vogelarten findet man Feldtauben, Schnepfen, Raben, Enten, Krähen, Elstern und Eichelhäher. In den zahlreichen Wasserlachen siedeln zahlreiche Amphibien, darunter einige geschützte Arten.
Im Jahr 2006 hat man 15.000 Burunduks gezählt, die wohl als Heimtiere ab 1960 von ihren durch ihr stürmisches Temperament überforderten Eigentümern ausgesetzt wurden. Diese Spezies steht unter besonderer Beobachtung, denn sie kann sich unerwünscht vermehren (Neobiota); sie ist oft von Zecken und Flöhen befallen und somit potentieller Überträger von Borreliose.

## Geschichte

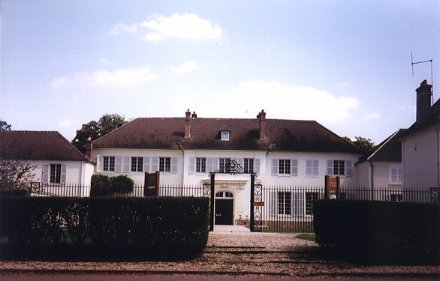
Im Park der Fasanerie von Sénart findet eine Skulpturenausstellung statt

Der Wald von Sénart, in dem früher dem Druidenkult gehuldigt wurde, ist ein Relikt des alten Waldgürtels im Pariser Osten. Es wird angenommen, dass sich das Waldgebiet im 9. Jahrhundert von Fontainebleau über Vincennes bis nach Livry und Bondy erstreckte.
Da er nur etwa 30 Kilometer von Paris entfernt ist, weckt er bald das Begehren der französischen Könige. Er wurde Teil der königlichen Domäne von Philippe le Bel (1314) bis zur französischen Revolution. Saint Louis hatte dann die Ermitage de Notre-Dame-de-Consolation gegründet. Aus weidmännischen Gründen ließ Ludwig XVI. geradlinige Forstwege und sternförmige Wegkreuzungen anlegen, um die Parforcejagd auf Wolf und Rothirsch zu ermöglichen. Zur gleichen Zeit wurden umfangreiche Drainagearbeiten angeordnet, von denen man heute noch den Graben Daniel sehen kann. Ludwig XVI. ließ dann die Fasanerie errichten.
Später richtete er einen „Hauptmannsposten der Jagd im Sénart“ ein zum Vorteil seines Bruders, dem Grafen der Provence und zukünftigen Ludwig XVIII., der Eigentümer des Schlosses von Brunoy geworden war. Ein Beschwerdebrief der Einwohner von Draveil verlangte 1789 die Rückgängigmachung.
Im 17. und 19. Jahrhundert wird der Wald von Sénart durch die Flößerei auf der Seine Paris zugeordnet. Zahlreiche Köhler lebten in dem Wald und produzierten Holzkohle. Im Jahr 1811 griff Eugène François Vidocq, Chef der Nationalen Sicherheitskräfte, auf der Straße nach Lieusaint im Wald von Sénart Räuber auf.
Der Maler Eugène Delacroix sowie der Schriftsteller Alphonse Daudet haben in Champrosay gewohnt und sind von der Landschaft inspiriert worden.
Auch im 20. Jahrhundert nimmt die Anziehungskraft des Forêt de Sénart nicht ab: Es wurden mehr als 3 Millionen Besucher pro Jahr angenommen.
Heute wird der Gemeindewald vom „Office national des forêts“ verwaltet. Er ist heute eine von Vielen begehrte Fläche, die oft gegensätzliche Interessen verfolgen.
Am 26. Juli 2006 hat eine Feuersbrunst 90 Hektar Wald im Bereich der Gemeinden Brunoy und Montgeron zerstört. Vor allem Nadelwald war hiervon betroffen, weshalb man diesen Teil heute für die Öffentlichkeit gesperrt hat.

## Schutzvorschriften
Mit dem Erlass vom 15. Dezember 1995 hat man das Areal Sénart zum Schutzwald erklärt; es handelt sich dabei um eine Fläche von 3.410,4267 Hektar, wovon 3.325,043 im Departement Essonne (97,5 %) und 85,3837 (2,5 %) liegen.

## Bildergalerie

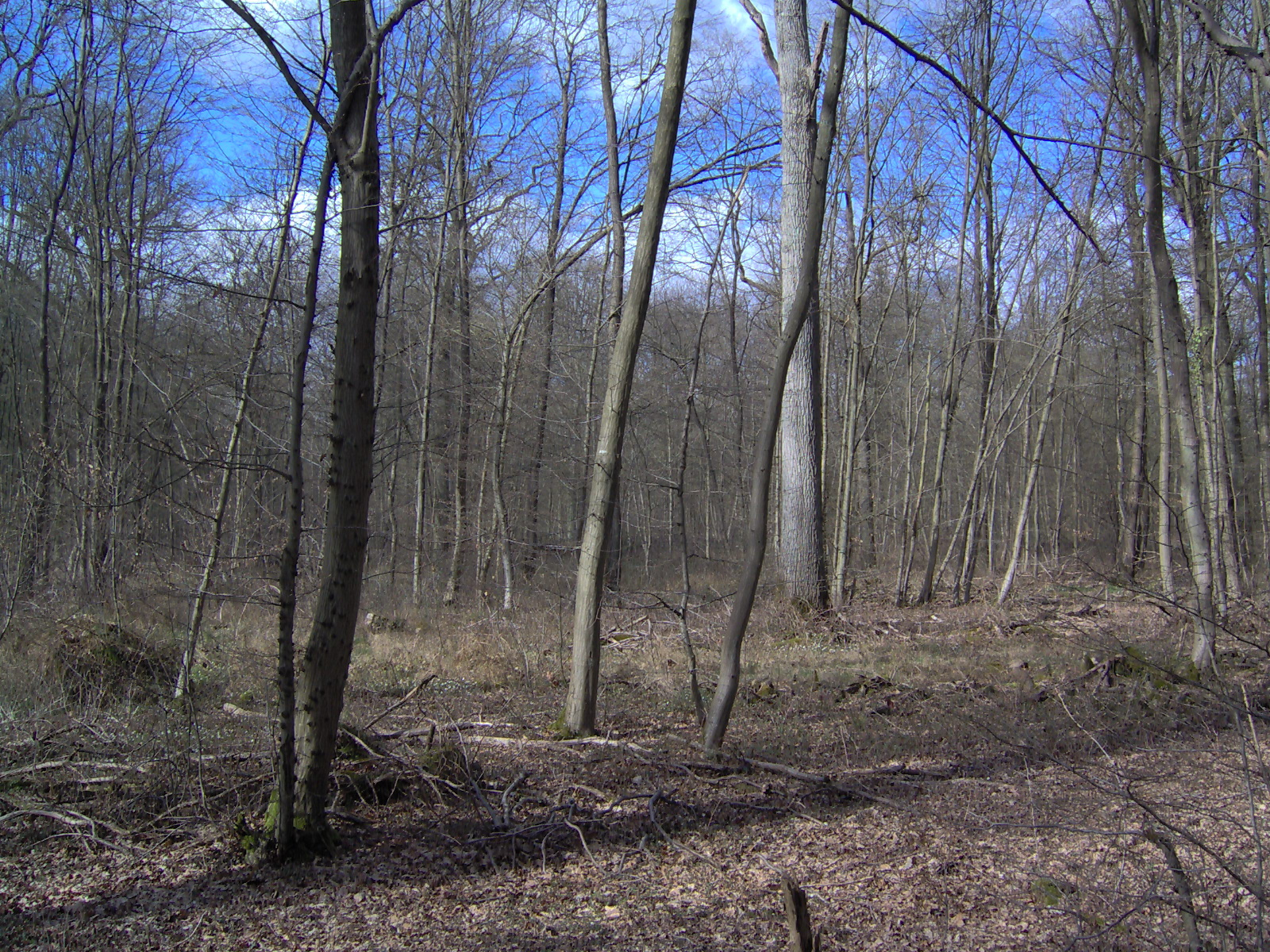
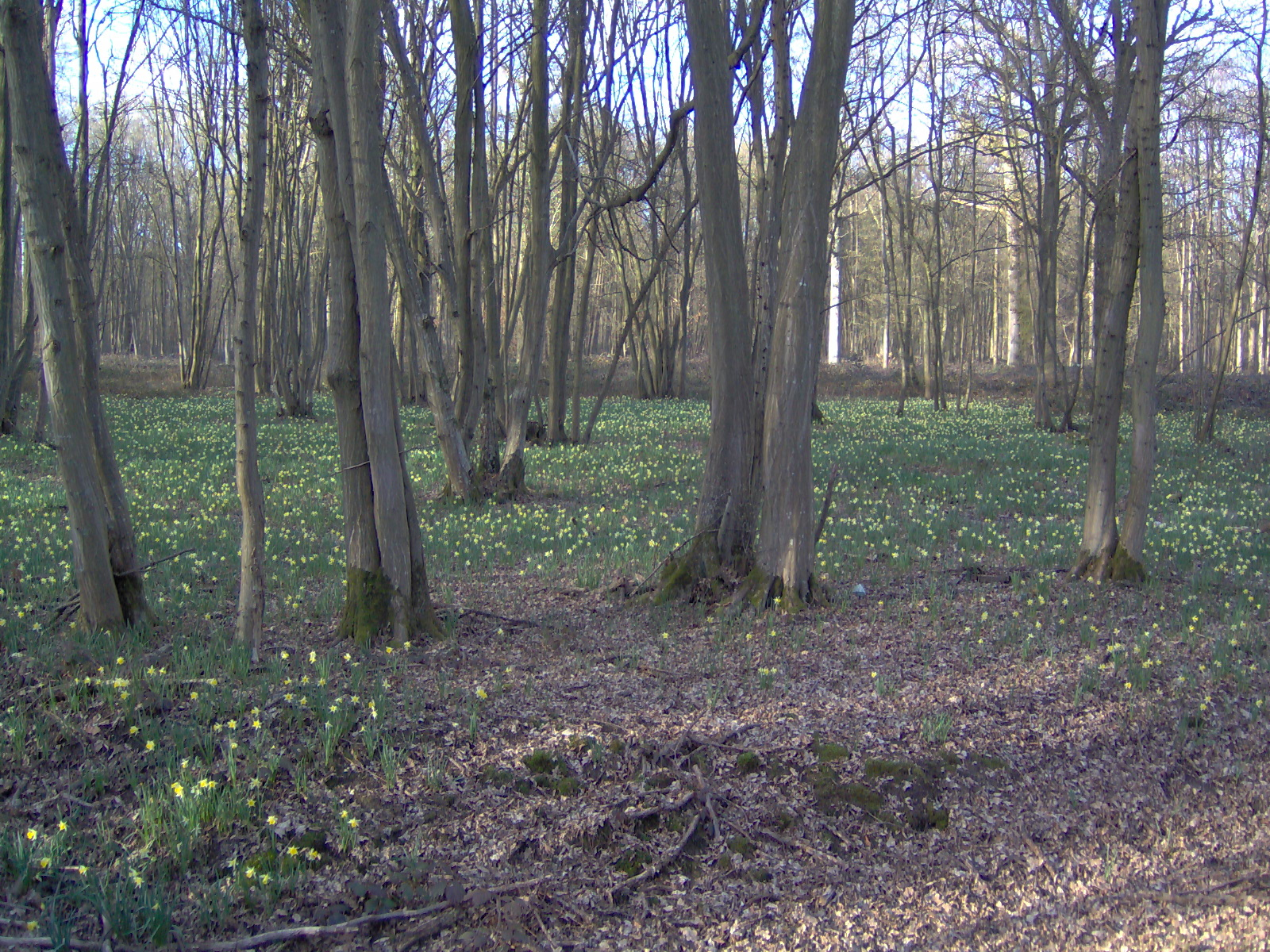
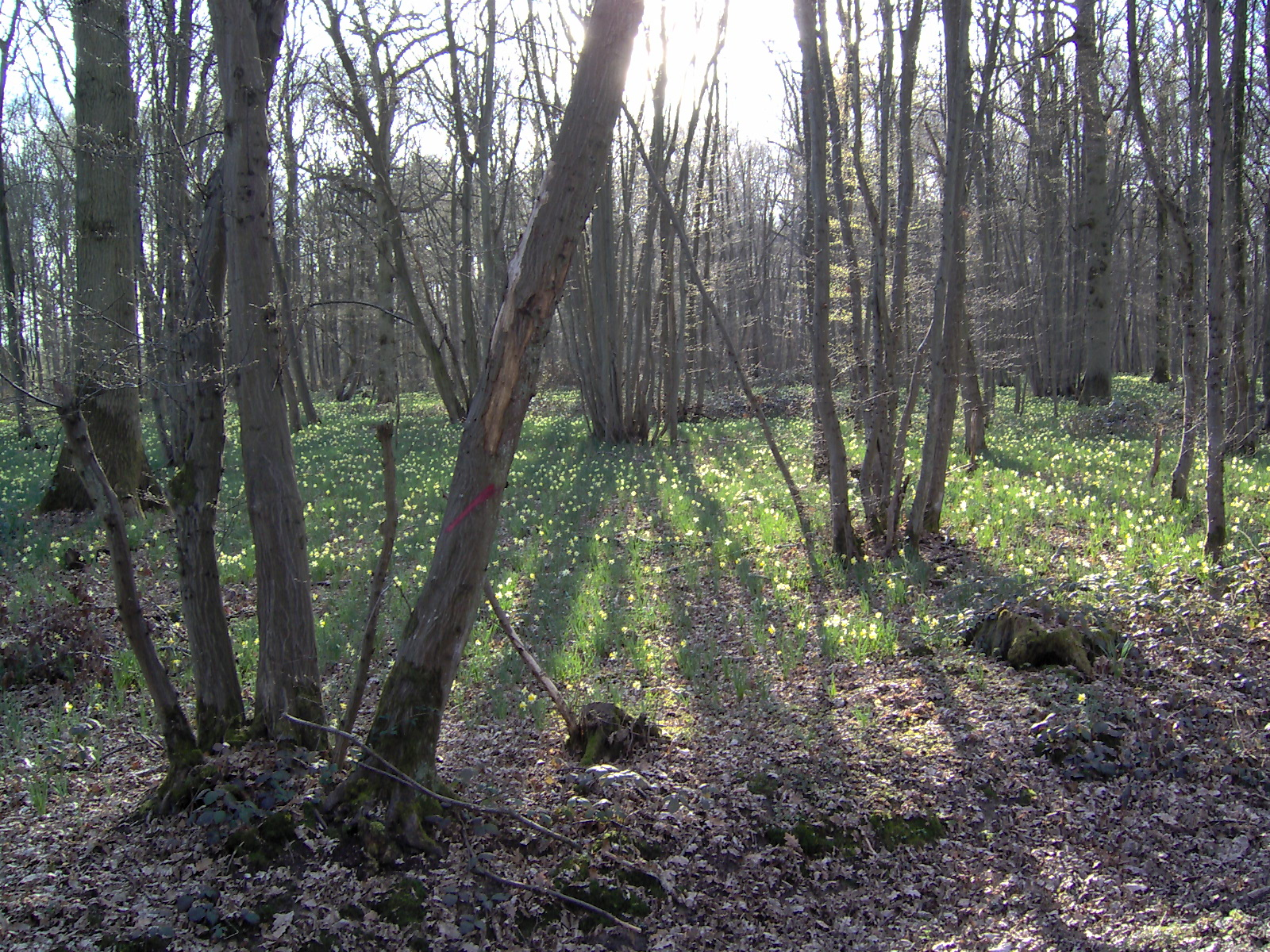
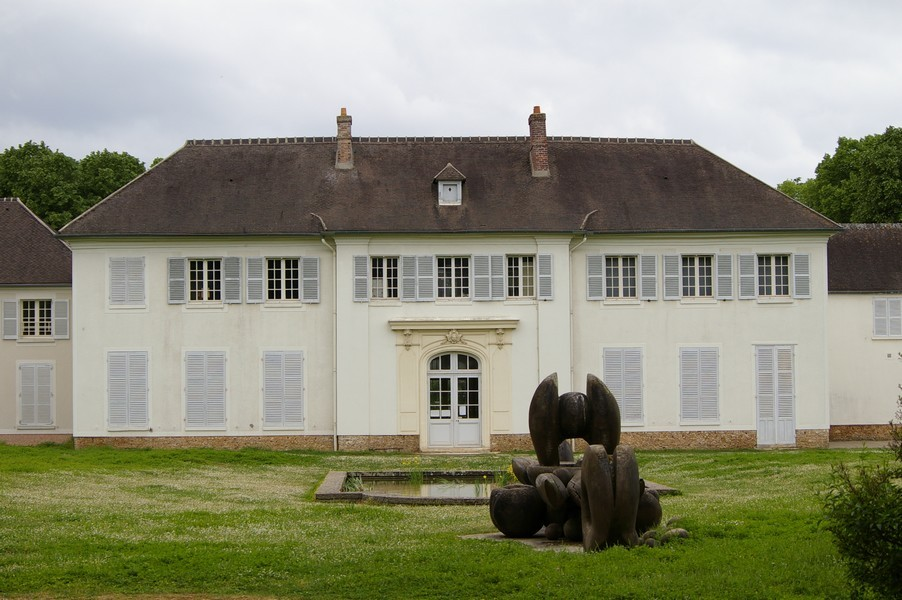
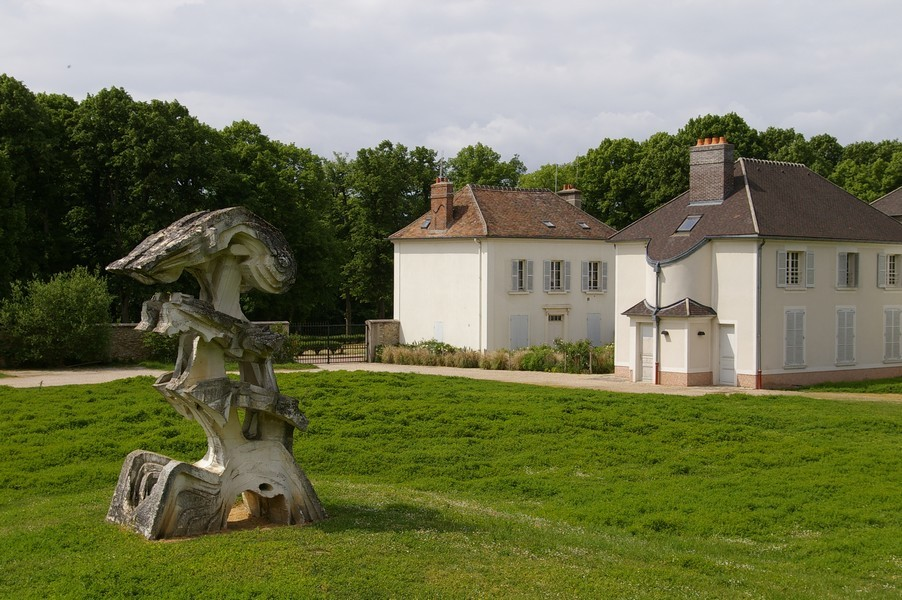